# بوندينو
بوندينو (بالإيطالية: Bondeno)‏ هي بلدية في مقاطعة فيرارا في إقليم إميليا رومانيا الإيطالي.

## السكان
في سنة 1861 بلغ عدد السكان 12٬001 نسمة، وتطور العدد ليصل في سنة 2011 لـ 15٬116 نسمة.
يظهر هذا المخطط البياني تطور النمو السكاني لـ بوندينو

## توأمة
لبوندينو اتفاقيات توأمة مع كل من:
- ديلينغن أن در دوناو
- بيخاتش

## أعلام
- فابريزيو بوليتي
- بينا جاليني
- سيجاربي